# Thegn
Il thegn (pronuncia: /ˈθeɪn/, in antico inglese scritto þegn, plurale þegnas) era nella società anglosassone un alto funzionario di corte.
Il termine aveva in origine il significato di persona che serve un'altra persona, o di (per il dizionario Bosworth) persona impegnata nel servizio di un re o di una regina, sia all'interno della casa che fuori. 
Tuttavia la parola sembra aver assunto gradualmente un significato più tecnico, fino ad andare a denotare una classe che conteneva al suo interno numerose suddivisioni. Infatti, in quanto servitore, il termine marcava una relazione personale piuttosto che una distinzione sociale, e la sua posizione individuale era largamente determinata dal livello dell'uomo a cui prestava servizio (a capo della classe erano i servitori del re). 
Tra i loro compiti era il presenziare regolarmente a corte e occuparsi a rotazione di vari servizi quali il mantenimento del re in contatto con le contee, e individualmente erano usati per affari occasionali nei quali il re aveva un interesse personale. Quest'ultimo, a sua volta, si preoccupava di mantenere la loro dignità quali elementi necessari per l'onore della corona.